# Bljeskalica
Bljeskalica (eng. flash) je uređaj za odašiljanje svjetlosnih impulsa ili bljeska, pri čemu trajanje impulsa i stanke može biti različito. Bljeskalica se primjenjuje u signalizaciji, stroboskopiji te najviše u fotografiji. Kao bljeskalica koristi se svjetiljka, kojoj se svjetlosni snop prekida mehanički, ili plinska cijev, koja zasvijetli pri električnom pražnjenju.
Bljeskalica koja služi za osvjetljivanje u nepovoljnim svjetlosnim prilikama u nekim je fotografskim aparatima ugrađena, a kod drugih se postavlja na nosač i spaja s aparatom. U trenutku snimanja, bljesak bljeskalice mora biti sinkroniziran sa zatvaračem, koji tada treba biti potpuno otvoren.

## Povijest
U početcima fotografije svjetlosni se impuls (bljesak) ostvarivao brzim izgaranjem magnezija, nekoć i žaruljicom za jednokratnu upotrebu, a danas u tu svrhu ponajprije služi elektronička bljeskalica. Njezin je glavni dio staklena cijev, punjena plemenitim plinom, koji se ionizira visokonaponskim pražnjenjem i postaje električki vodljiv, pa kroza nj može proteći jaka električna struja, što je popraćeno snažnim (intenzivnim) bljeskom. 

## Način rada
Trajanje bljeska vrlo je kratko (obično manje od 1 ms), pa trenutak bljeska treba biti usklađen (sinkroniziran) s ekspozicijom. Osvijetljenost predmeta ovisi o svjetlosnoj energiji bljeska i o otvoru zaslona u fotoaparatu. U jednostavnijim je bljeskalicama energija bljeska stalna, pa se potrebna osvijetljenost postiže namještanjem otvora zaslona, već prema udaljenosti predmeta. U suvremenim, mikroprocesorski upravljanim bljeskalicama, ugrađenim svjetlosnim senzorom (fotodiodom) mjeri se svjetlost odbijena (reflektirana) s predmeta i bljesak se automatski prekida kada se postigne potrebna osvijetljenost za postavljeni otvor zaslona. Takav je način rada bljeskalice posebno uspješan kada se odbijena svjetlost mjeri izravno kroz objektiv fotoaparata.
Bljeskalica može biti ugrađena u fotografski aparat, ili zaseban dio fotografske opreme. Kod jednostavnijih fotografskih aparata, mobitela i slično, ugrađena bljeskalica kadšto se izvodi od svjetlećih dioda.  